# Juan Antonio Rodríguez Villamuela
Juan Antonio Rodríguez Villamuela, conegut esportivament com a Juan Rodríguez (Màlaga, 1 d'abril de 1982) és un exfutbolista professional andalús, que ocupava la posició de migcampista.
Durant 13 temporades, va jugar 325 partits a La Liga representant el Màlaga CF, Deportivo i Getafe CF, i hi va marcar en total 20 gols.

## Trajectòria
Format al planter del Màlaga CF, l'any 2000 arriba al primer filial mal·lacità, amb qui juga a la Segona Divisió a la temporada 03/04. Eixe mateix any debuta a la màxima categoria amb el Málaga, tot apareixent en dos partits. A la campanya següent ja es consolida al primer equip, amb cinc gols en 27 partits.
L'estiu del 2006 el Málaga perd la categoria, però el migcampista fitxa pel Deportivo de La Coruña, equip en el qual s'ha fet amb la titularitat al mig del camp. El 2011, amb el descens del club gallec, va fitxar pel Getafe CF.